# Musique de l'Andalousie
Musique de l'Andalousie est l'ensemble des musiques régionales de la région de l'Andalousie en Espagne, principalement le flamenco qui est une forme de musique et de danse souvent pratiquée par les peuples Gitans. 
Une influence arabe, berbère et musulmane (bien qu'elle ne doive pas être confondue avec la musique arabo-andalouse), semble être commune à la musique andalouse, et est tout du moins plus présente que dans le reste de la musique espagnole.

## Histoire
Il est dit que l'âge d'or du flamenco se déploie de 1869 à 1910, devenant de plus en plus popularisé et influencé par la musique d'Amérique du Sud, (en particulier le tango). Les musiciens de cet âge d'or jouaient dans des bars appelés cafés chantants (café cantantes), comme le Café de Chinitas à Malaga, qui devient, depuis, connu grâce à la poésie de García Lorca. Parmi les musiciens du début du XXe siècle figure par exemple Manolo Caracol, qui a marché depuis Jerez pour participer à une compétition de cante jondo, compétition où il remporte finalement le premier prix[réf. nécessaire].
Bien que cet âge d'or soit déjà terminé, le flamenco devient de plus en plus respecté pendant les années 1950. Hispavox, un label espagnol, sort Antología del cante flamenco en 1956 ; cette collection d'artistes de flamenco reconnus fut très populaire. En 1956, la première compétition nationale de cante jondo commence à Cordoue, et le siège de la flamencologie est inauguré à Jerez, en 1958.
A la fin des années 1950 et le début des années 1960, Antonio Mairena et d'autres artistes similaires ont contribué à une renaissance du flamenco alors que le rock venu des États-Unis et du Royaume-Uni devenait dominant sur la scène musicale espagnole. Camarón de la Isla, qui devient l'un des artistes de flamenco les plus populaires du siècle, émergea de cette renaissance. Son premier album, Con la colaboracion especial de Paco de Lucia, sorti en 1969, inspira une nouvelle génération d'artistes qui formèrent un mouvement musical appelé Nuevo flamenco[réf. nécessaire].
Dans les années 1970 et années 1980, la salsa, le blues, la rumba, ainsi que la musique marocaine et indienne furent ajoutés aux influences du flamenco. Le premier album de Ketama, Ketama, sorti en 1988, fut particulièrement influent. Au début des années 1990, le label Nuevos Medios (de Madrid) devient très lié à la nouvelle scène de fusion flamenco, aussi nommé « nuevo flamenco »[réf. nécessaire].

## Genres

### Flamenco

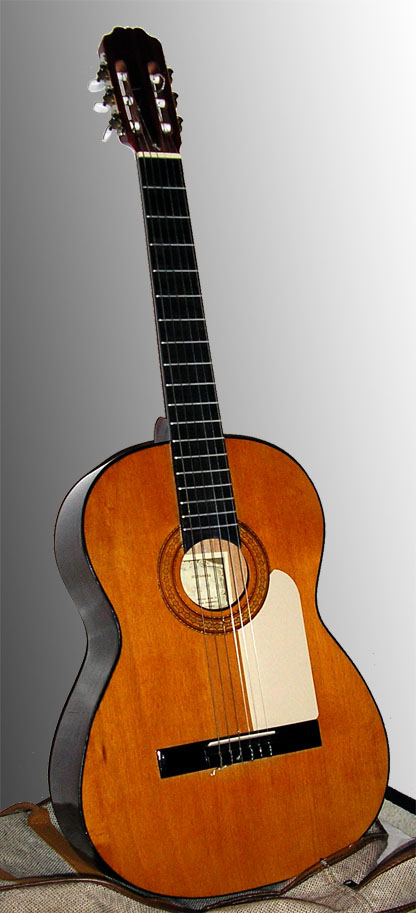
Guitare flamenca.

Les chansons de flamenco improvisées d'origine ancienne et andalouse sont appelées Cante jondo, et sont caractérisées par une ambiance tonale réduite, un manque de rythme, une ornementation baroque, et une répétition de notes. Le cante jondo est chanté par un seul chanteur (Cantaor).
Il y a trois formes de chansons de flamenco : le cante jondo (profond), le cante chico (mineur) et le cante intermédiaire. Les cante jondo sont plus lents et ont généralement des paroles concernant la mort ou l'amour déçu, tandis que les cante chico sont plus rapides, plus populaires, et plus orientés vers la danse. La notion populaire de duende est très importante dans le flamenco. Le duende est un terme employé pour décrire la reconnaissance par un public du rapport spirituel ou émotionnel entre l'artiste et son art dépouillé de techniques et au service de l'inspiration.
Il y a plusieurs styles de flamenco (palos), dont : le fandango dont le fandango de Huelva, le granadíno, de Grenade, la malagueña, de Malaga, la saeta, la sevillana, de Séville, la seguiriya, la soleá, et le tango.
La guitare flamenca est un instrument vital au flamenco ; elle marque la mesure d'une chanson, et est utilisée fréquemment avec des solos où le guitariste pourra improviser des petites variations appelées falsetas. Ramón Montoya était l'un des guitaristes les plus influents de son époque, connu pour avoir imposé la guitare comme instrument soliste. Parmi ses successeurs étaient Manolo Sanlúcar et Paco de Lucía.

### Copla andaluza
La copla andaluza est un type de chanson légère ayant émergé en Espagne à partir des années 1940. Quintero, León y Quiroga (es) sont les trois créateurs les plus importants de ce genre, parmi beaucoup d'autres. Il convient également de mentionner les compositeurs et interprètes de la copla andaluza, tels que Estrellita Castro, Lola Flores, Carlos Cano, Juanito Valderrama et Rocío Jurado[réf. souhaitée]. 

## Galerie

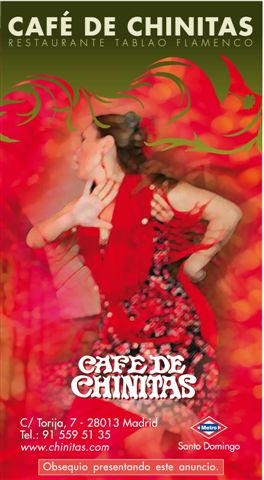
Café de Chinitas à Malaga.
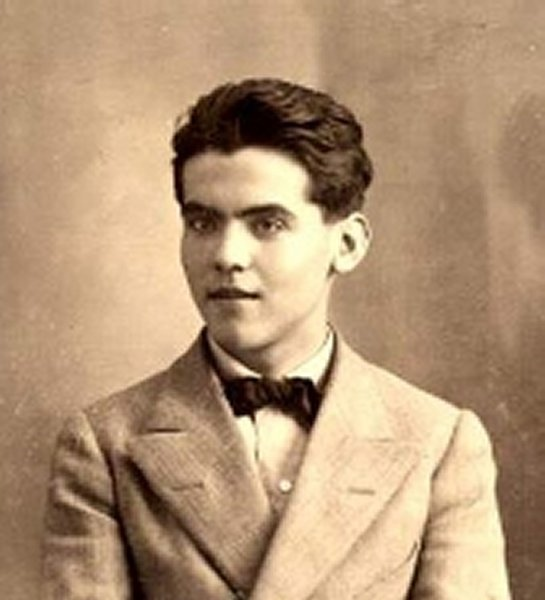
Federico García Lorca.
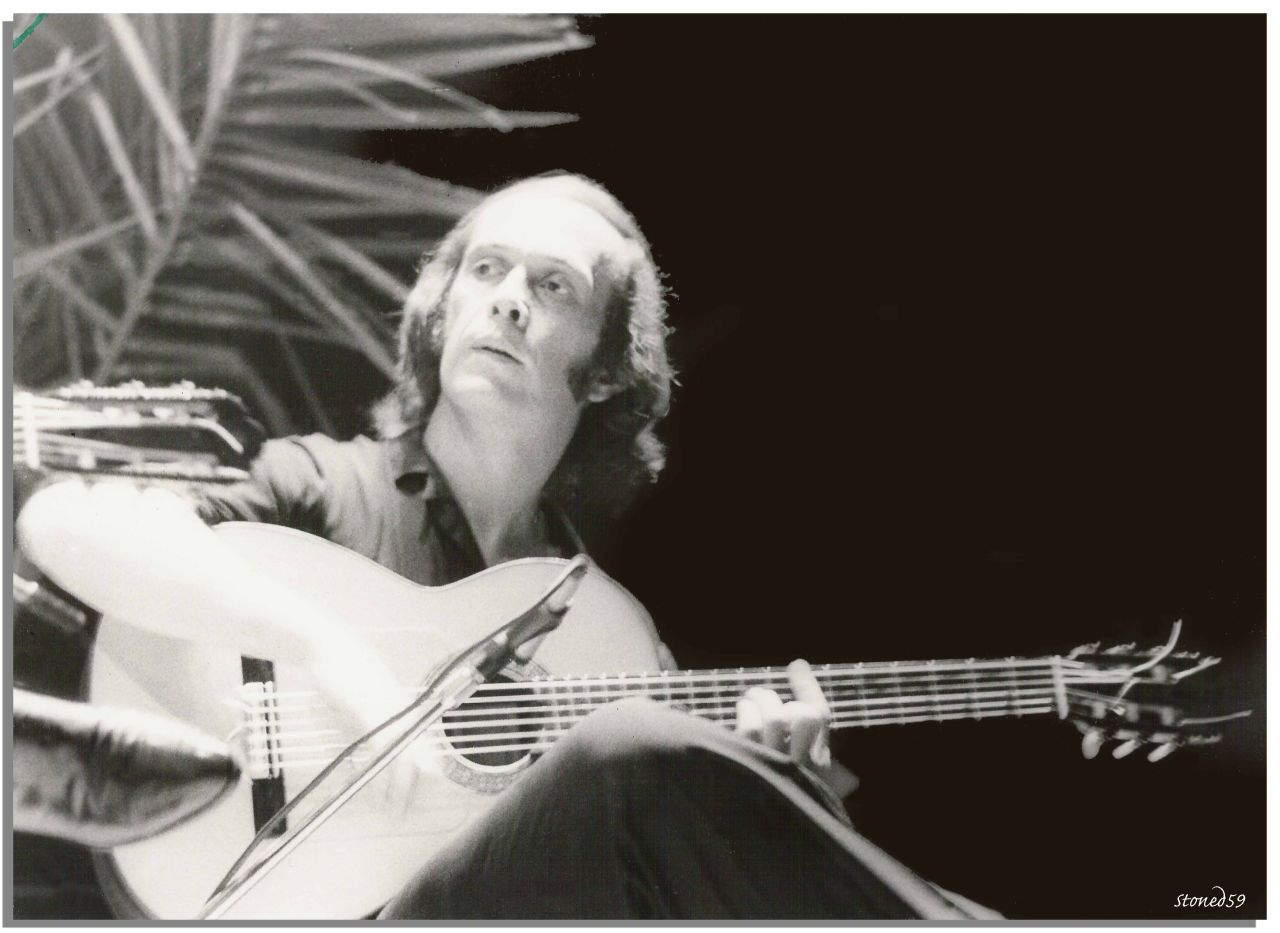
Paco de Lucía.